# Роз'ярений (есмінець, 1941)
«Роз'ярений» (рос. «Разъярённый») — військовий корабель, ескадрений міноносець типу 7 військово-морського флоту СРСР за часів Другої світової війни.
Есмінець «Роз'ярений» 15 вересня 1936 року закладений на верфі заводу № 198 ім. Андре Марті в Миколаєві, як есмінець «Передовий». 17 вересня 1937 року перезакладений на заводі № 199 у Комсомольську-на-Амурі, 22 травня 1941 року спущений на воду, а 27 листопада 1941 року введений до складу радянського Тихоокеанського флоту. 20 вересня 1940 року перейменований на «Розвитий», 16 травня 1941 року — на «Роз'ярений».
З 15 липня до 14 жовтня 1942 року з групою кораблів здійснив перехід Північним морським шляхом до Ваєнгі, де увійшов до складу Північного флоту. Есмінець брав участь у бойових діях на морі, бився в арктичних водах, супроводжував союзні конвої. 23 січня 1945 року був уражений самонавідною торпедою G7es німецького підводного човна U-293, кормова частина була практично відірвана від корпусу корабля. Тривалий час відновлювався і лише у 1946 році повернувся до строю. 17 лютого 1956 року виведений з бойового складу флоту та перекваліфікований на дослідне судно ОС-4, для тестування атомної зброї. Восени 1957 року брав участь у ядерних випробуваннях поблизу берегів Нової Землі. 10 жовтня 1957 року затонув під час ядерного вибуху у Чорній Губі на цих островах.

## Бойовий шлях

### 1941

#### Перехід до Північного флоту
Наказом НКВМФ № 00192 від 18 червня 1942 року через нагальну потребу посилення Північного флоту зі складу Тихоокеанського були виділені лідер «Баку», ескадрені міноносці «Розумний», «Роз'ярений» і «Ревносний», які повинні були зробити перехід Північним морським шляхом у навігацію 1942 року. У процесі підготовки до переходу усі кораблі пройшли гарантійний ремонт, де на них змонтували на корпусах пояси льодового захисту, так звані «шуби» — широкі пояси з дерев'яних брусів та дощок, котрі оббивали зверху покрівельним залізом.
До 5 липня підготовка групи кораблів, що отримала назву 18-та Експедиція особливого призначення (18 ЕОН), була завершена, розпочали підготовчі заходи до переходу бойових кораблів з Владивостока до Кольської затоки. Перехід 18 ЕОН мав відбутися в три етапи:
- 1-й: Владивосток — бухта Провидіння (2877 миль);
- 2-й: бухта Провидіння — бухта Тіксі (2955 миль);
- 3-й: бухта Тіксі — Полярний (1295 миль)[2].

15 липня 1942 року 18 ЕОН вийшов з Владивостока. Через 3 дні есмінець «Ревносний» зіткнувся з пароплавом «Терней», пошкодження були настільки значними, що його довелося відбуксирувати і залишити в Совєтській Гавані. 22 липня решта кораблів благополучно прибула в Авачинську бухту в Петропавловські-Камчатському, а 30 липня — в бухту Провидіння. Але тут на есмінці «Роз'ярений» трапилася надзвичайна подія, він пошкодив швидкісний гвинт та погнув гребний вал, тому при швидкості понад 8 вузлів виникала сильна вібрація корпусу есмінця.
15 серпня, після ремонту гвинта на «Роз'яреному», 18 ЕОН вийшов з бухти Провидіння у супроводі криголама «А. Мікоян», який забезпечував прохід кораблів через льодові ділянки моря. Проте, 16 серпня кораблі були змушені зупинитися, до поліпшення обстановки, через дрейф старого 9-10-бального льоду. У найскладнішому становищі опинився есмінець «Роз'ярений», якого затиснуло важкими крижинами, і корабель дрейфував до берега. Спроба криголама «А. Мікоян» визволити есмінець з льодового полону успіху не мала і 18 серпня до експедиції прибув криголам «Л. Каганович».
Обійшовши льодовий масив з півночі, кораблі 18 ЕОН приєдналися до каравану транспортів у районі мису Серце-Камінь і продовжив подальший рух уздовж берегової лінії в розрідженому льоду. Втім, 31 серпня кораблі остаточно встали, застрягши у льодових пастках, у найважчому становищі опинився есмінець «Розумний», затиснутий між двома великими торосами багаторічного льоду. Лише 8 вересня його вдалося визволити. Тим часом, поки йшла битва за визволення «Розумного», лідер «Баку» і есмінець «Роз'ярений» успішно просувалися уздовж берега, пробиваючись вперед. На 9 вересня вони йшли з Певека в Амбарчик, «Розумний» під проводкою «Л. Кагановича» прямував від коси Двох пілотів в Амбарчик, транспорт «Волга» пробивався на захід у районі мису Шмідта.
15 вересня основна група експедиції прийшла в бухту Тіксі, причому майже весь шлях до Тіксі «Баку» тягнув «Роз'ярений» на буксирі. 17 вересня «Розумний» наздогнав основну групу, прибувши до бухти Тіксі.
18 вересня, кораблі, поповнивши запаси палива, знялися з якоря і під проводкою криголама «Красін» взяли курс на острови Комсомольської Правди. 24 вересня вони стали на якір на рейді Діксона, де приступили до заміни льодових гвинтів на штатні.
9 жовтня 18 ЕОН вийшов з рейду Діксона. В протоку Югорський Шар кораблі прибули в темний час доби 10 числа, де на експедицію чекав ескадрений міноносець Північного флоту «Валеріан Куйбишев». 12 жовтня кораблі знялися з якоря і, ведені есмінцем «Валеріан Куйбишев», взяли курс на Кольську затоку. У суворій штормовій погоді вони пройшли Баренцове море, де їх зустрів есмінець «Гремящий» під прапором командувача Північним флотом віцеадмірала Головко А. Г. «Гремящий» став головним в ордері, і в 9:20 14 жовтня 1942 року усі кораблі стали на якір в бухті Ваєнга, де їх, після здійснення надскладного переходу завдовжки 7327 миль, з прибуттям на Північний флот привітав командувач.
4-5 квітня есмінець «Роз'ярений» залучався до супроводження чергового арктичного конвою JW 58 з 47 транспортних та вантажних суден.